# Carlos Forbs
Carlos Roberto Forbs Borges (sinh ngày 19 tháng 3 năm 2004) là một cầu thủ bóng đá chuyên nghiệp hiện đang thi đấu cho câu lạc bộ Wolverhampton Wanderers.

## Danh hiệu
Cá nhân
- Đội hình xuất sắc nhất UEFA European Under-19 Championship: 2023[1]